# Денау (Кашкадарьинская область)
Денау (узб. Denov / Денов) — посёлок городского типа, расположенный на территории Касбийского района Кашкадарьинской области Республики Узбекистан.
Статус посёлка городского типа с 2009 года.

## Население
По данным переписи 1986 года, в посёлке проживало 4 100 человек.